# Планзоль
Планзо́ль (фр. и окс. Planzolles) — коммуна во Франции, находится в регионе Рона — Альпы. Департамент коммуны — Ардеш. Входит в состав кантона Жуайёз. Округ коммуны — Ларжантьер.
Код INSEE коммуны — 07176.

## Население
Население коммуны на 2008 год составляло 136 человек.
| 1962 | 1968 | 1975 | 1982 | 1990 | 1999 | 2008 |
| ---- | ---- | ---- | ---- | ---- | ---- | ---- |
| 54   | 85   | 83   | 74   | 96   | 121  | 136  |

## Экономика
В 2007 году среди 74 человек в трудоспособном возрасте (15—64 лет) 48 были экономически активными, 26 — неактивными (показатель активности — 64,9 %, в 1999 году было 55,6 %). Из 48 активных работали 40 человек (19 мужчин и 21 женщина), безработных было 8 (5 мужчин и 3 женщины). Среди 26 неактивных 8 человек были учениками или студентами, 11 — пенсионерами, 7 были неактивными по другим причинам.